# جیحان
جیحان (به ترکی استانبولی: Ceyhan) شهری است در کشور ترکیه که در استان آدانا واقع شده‌است. جمعیت این شهر بر اساس سرشماری سال ۲۰۰۸ میلادی ۱۰۲٬۰۴۰ نفر و بر اساس برآوردهای سال ۲۰۰۹ میلادی ۱۰۴٬۵۴۲ نفر است. کردها ، اعراب و ترکها  ساکنین  اصلی این شهر هستند.